# Membros do Parlamento Europeu Contra o Cancro
Membros do Parlamento Europeu Contra o Cancro é um grupo de 125 membros do Parlamento Europeu que visa "promover a ação contra o cancro como uma prioridade da UE e aproveitar a política de saúde europeia para esse fim" e incentivar todos os países a desenvolver um plano nacional de combate ao cancro. É presidido pelo representante cipriota, Loucas Fourlas, e pela eurodeputada francesa Véronique Trillet-Lenoir.